# 彼得里拉

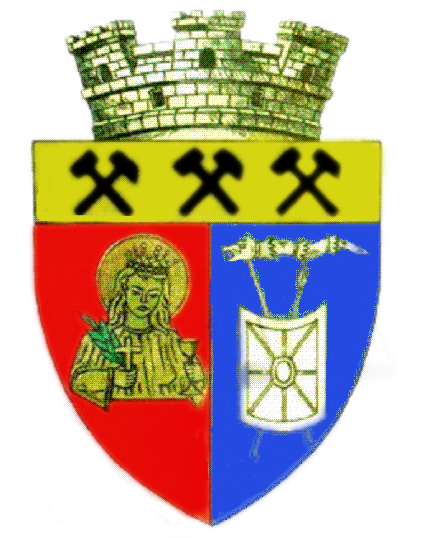
彼得里拉徽章

彼得里拉是羅馬尼亞的城鎮，位於該國西部，距離首府德瓦61公里，由胡內多阿拉縣負責管轄，面積310.30平方公里，海拔高度675米，2009年人口25,043，大多數居民信奉東正教。

## 外部連結
- Official Petrila website
- Jiu Valley Portal （页面存档备份，存于） - the regional portal host of the official Petrila and other Jiu Valley city websites